# Walt Brown
 Walt Brown  va ser un pilot estatunidenc de curses automobilístiques nascut el 30 de desembre del 1911 a Springfield, Arkansas.
Brown va córrer a la Champ Car a les temporades 1947-1951 incloent-hi la cursa de les 500 milles d'Indianapolis de diversos d'aquests anys.
Walt Brown va morir el 29 de juliol del 1951 disputant una cursa a Williams Grove, Pennsilvània.

## Resultats a la Indy 500
| Any    | Cotxe  | Sortida | Vel. mitja | Ranking | Final  | Voltes | V. líder | Retirat    |
| ------ | ------ | ------- | ---------- | ------- | ------ | ------ | -------- | ---------- |
| 1947   | 33     | 14      | 118.355    | 25      | 7      | 200    | 0        | Va acabar  |
| 1950   | 4      | 20      | 130.454    | 22      | 19     | 127    | 0        | A 8 voltes |
| 1951   | 44     | 13      | 131.907    | 31      | 26     | 55     | 0        | Magneto    |
| Totals | Totals | Totals  | Totals     | Totals  | Totals | 382    | 0        |            |

| Curses       | 3 |
| Poles        | 0 |
| Voltes líder | 0 |
| Victòries    | 0 |
| Top 5        | 0 |
| Top 10       | 1 |
| Retirades    | 1 |

## A la F1
El Gran Premi d'Indianapolis 500 va formar part del calendari del campionat del món de la Fórmula 1 entre les temporades 1950 a la 1960.
Els pilots que competien a la Indy durant aquests anys també eren comptabilitats pel campionat de la F1.
Walt Brown va participar en 2 curses de F1, debutant al Gran Premi d'Indianapolis 500 del 1950.

### Palmarès a la F1
- Participacions: 2
- Poles: 0
- Voltes Ràpides: 0
- Victòries: 0
- Pòdiums: 0
- Punts vàlids per la F1: 0